# Chelidonium yunnanum
Chelidonium yunnanum là một loài bọ cánh cứng trong họ Cerambycidae.